# Casola Valsenio
Casola Valsenio là một đô thị ở tỉnh Ravenna trong vùng Emilia-Romagna, tọa lạc khoảng 40 km về phía đông nam của Bologna và khoảng 50 km về phía tây nam của Ravenna. Tại thời điểm ngày 31 tháng 12 năm 2004, đô thị này có dân số 2.843 người và diện tích là 84,4 km².
Đô thị Casola Valsenio có các frazioni (các đơn vị cấp dưới, chủ yếu là các làng) Zattaglia, Baffadi, S.Apollinare, Valsenio, và Mercatale.
Casola Valsenio giáp các đô thị sau: Borgo Tossignano, Brisighella, Castel del Rio, Fontanelice, Palazzuolo sul Senio, Riolo Terme.